# تقاسم النماء الجزئي

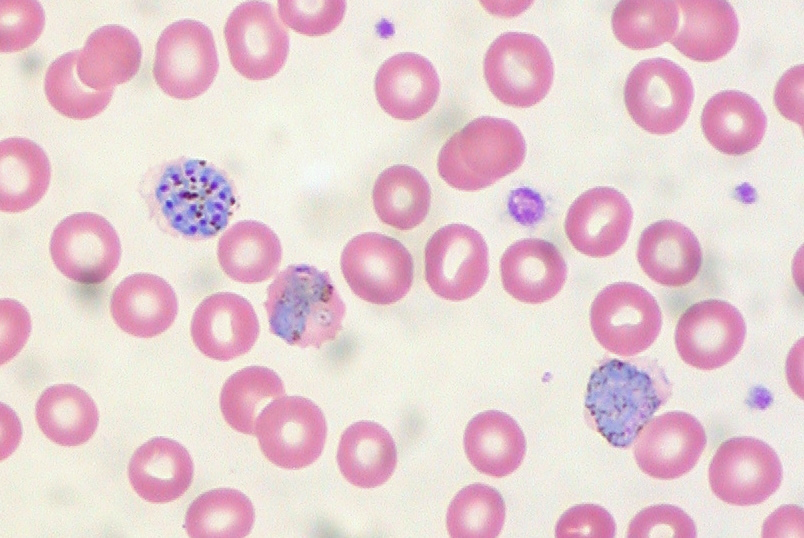

تقاسم النماء الجزئي (بالإنجليزية: merogony)‏ أو التكاثر الانشطاري (بالإنجليزية: schizogony)‏ هي عملية تكاثر لاجنسي في الأوليات. يزداد حجم الأتروفة بينما نواتها وعضياتها الأخرى تنقسم بشكل متكرر قبل انقسام السيتوبلازم. يعرف الكائن خلال هذه العملية باسم المتقسمة. تنشق المتقسمة لتطلق الأقسومات.
من الكائنات التي تستعمل هذه الطريقة في التكاثر في دورة حياتها الكمثريات والقراد المتطفل والمتصورة المنقولة بواسطة البعوضيات وتسبب الملاريا.